# 三亜有軌電車
三亜有軌電車（さんあゆうきでんしゃ、簡体字中国語: 三亚有轨电车）は中華人民共和国海南省三亜市にある路面電車である。運賃は3元であり、2020年10月10日に運行を開始している。

## 路線

### 運営中
- T1線：三亜火車站駅、育秀路駅、鳳凰路駅、水城路駅、三亜河東路駅、解放路駅[2]

### 建設中
- T1線：金鶏嶺街駅、友誼街駅、迎賓路駅、吉祥街駅、団結街駅、新風街駅、光明街駅、躍進街駅、建港路駅
- T1支線：

### 計画中
- T2線：
- T2支線：
- T3線：
- T2線：
- T2支線：

## 参照
1. ↑  三亚有轨电车试乘体验来了！下了高铁就可刷卡或刷二维码乘车
2. ↑  海南在线 (2019年1月1日). “三亚有轨电车试乘体验来了！下了高铁就可刷卡或刷二维码乘车_手机网易网”. 3g.163.com. 2019年9月28日閲覧。